# Fiodor Bogdanowski
Fiodor Fiodorowicz Bogdanowski (ros. Фёдор Фёдорович Богдановский; ur. 16 kwietnia 1930 w miejscowości Szetiejewo, zm. 2 października 2014 w Petersburgu) – radziecki sztangista, złoty medalista igrzysk olimpijskich i pięciokrotny medalista mistrzostw świata.

## Kariera
Swój pierwszy medal na arenie międzynarodowej wywalczył podczas mistrzostw świata w Wiedniu w 1954 roku, gdzie zdobył srebrny medal w wadze średniej. Wynik ten powtórzył na mistrzostwach świata w Monachium (1955), mistrzostw świata w Teheranie (1957), mistrzostw świata w Sztokholmie (1958) i mistrzostw świata w Warszawie (1959), za każdym razem przegrywając z reprezentantem USA: w dwóch pierwszych latach lepszy był Pete George, a w trzech kolejnych zwyciężał Tommy Kono.
W 1956 roku wystartował na igrzyskach olimpijskich w Melbourne, gdzie zwyciężył w wadze średniej. Wyprzedził tam Pete’a George'a i Włocha Ermanno Pignattiego. Był to jego jedyny start olimpijski.
Zdobył również cztery złote medale mistrzostw Europy: na ME w Wiedniu (1954), ME w Monachium (1955), ME w Sztokholmie (1958) i ME w Warszawie (1959) oraz ustanowił osiem rekordów świata; pięć w wyciskaniu i trzy w trójboju.